# Bronisław Duch
Bolesław  Bronisław Duch (15. listopadu 1896 – 9. října 1980) byl polský generál za druhé světové války.
Sloužil za první světové války v polských legiích. Poté vstoupil do Polské armády. V letech 1929 až 1931 studoval na Vysoké vojenské škole. Od roku 1935 do roku 1938 velel 73. pěšímu pluku. Při vypuknutí druhé světové války velel 9. záložní pěší divizi. Poté odjel do Francie. Ve Francii velel 1. granátnické divizi. Po porážce Francie odešel do Velké Británie. Od roku 1943 velel 3. divizi karpatských střelců, která byla součástí 2. polského sboru. Zemřel v roce 1980 v Londýně.